# Jos Huysmans
Jozef Huysmans dit Jos Huysmans est un coureur cycliste belge, né le 18 décembre 1941 à Beerzel, et mort le 10 octobre 2012. Il est professionnel de 1964 à 1977. 

## Biographie
Il a notamment remporté la Flèche wallonne en 1969 et deux étapes du Tour de France. Il a été coéquipier d'Eddy Merckx de 1970 à 1977 au sein des équipes Faemino-Faema, Molteni et Fiat France. Il a ainsi participé à quatre de ses cinq victoires sur le Tour de France. Ses neveux Peter Roes et Carl Roes furent également coureurs professionnels.

## Palmarès
- 1962
  - 2e du Tour de Liège
  - 3e de la Coupe Egide Schoeters
- 1963
  - Coupe Egide Schoeters
  - 2e du Tour de Belgique amateurs
  - 3e du Tour du Nord
  - 4e du championnat du monde sur route amateurs
- 1964
  - 5ea étape des Quatre Jours de Dunkerque
  - 4ea étape du Tour de Belgique indépendants
  - Bruxelles-Liège
  - Tour du Nord :
    - Classement général
    - 4e étape

  - Courtrai-Gammerages
  - 2e du Grand Prix de l'Escaut
  - 3e des Quatre Jours de Dunkerque
  - 3e du Grand Prix d'Orchies
  - 3e du Tour des Flandres des indépendants
- 1965
  - 1re étape du Tour de Suisse
  - 2e de Bruxelles-Meulebeke
  - 2e du Tour de Suisse
  - 2e du Grand Prix Marcel Kint
  - 3e du Tour des Pays-Bas
  - 3e du Tour de Flandre orientale
  - 3e du Grand Prix de l'Escaut
  - 5e de Paris-Roubaix
  - 6e de Paris-Bruxelles
  - 9e de Liège-Bastogne-Liège
  - 9e de Paris-Tours
  - 10e de la Flèche wallonne
- 1966
  - 1re étape des Quatre Jours de Dunkerque
  - Kessel-Lier
  - 2e du Tour de Cologne
  - 3e du Tour de Belgique
  - 3e du Grand Prix Jef Scherens
  - 3e du championnat de Belgique sur route
  - 5e de Paris-Roubaix
  - 8e de Paris-Tours
  - 9e de Liège-Bastogne-Liège
- 1967
  -  Champion de Belgique interclubs
  - 2e du Grand Prix E3
  - 2e du Grand Prix de Fourmies
  - 8e de la Flèche wallonne
  - 8e du Tour de France
- 1968
  - Mandel-Lys-Escaut
  - Tour du Condroz
  - 20e étape du Tour de France
  - Championnat des Flandres
  - 2e du Grand Prix E3
  - 3e de la Flèche hesbignonne
  - 3e du Tour du Nord
  - 3e du Prix national de clôture
  - 5e de la Flèche wallonne
- 1969
  - Flèche wallonne
  - Coupe Sels
  - 6ea étape du Critérium du Dauphiné libéré
  - 2e de l'Amstel Gold Race
  - 3e du Circuit de Belgique centrale
  - 3e du Tour du Nord
- 1972
  -  Champion de Belgique interclubs
  - 9e étape du Tour de France
  - 2e de Paris-Tours
- 1973
  - 3e du Grand Prix de Péruwelz
- 1974
  - Kessel-Lier
  - 3e du GP Union Dortmund
  - 3e du Grand Prix d'Orchies
- 1975
  - Championnat des Flandres
  - 3e du Circuit de la vallée de la Lys
  - 3e du Circuit de Wallonie
- 1977
  - 2e du Grand Prix de la ville de Vilvorde
  - 3e du Circuit de Wallonie

## Résultats sur les grands tours

### Tour de France
10 participations
- 1966 : 16e
- 1967 : 8e
- 1968 : 32e, vainqueur de la 20e étape
- 1969 : abandon (16e étape)
- 1970 : 30e
- 1971 : 27e
- 1972 : 28e, vainqueur de la 9e étape
- 1974 : 66e
- 1975 : 59e
- 1977 : 48e

### Tour d'Italie
5 participations
- 1966 : 17e
- 1970 : 35e
- 1972 : 25e
- 1973 : 35e
- 1974 : 45e

### Tour d'Espagne
1 participation
- 1973 : 37e